# Civilización minoica

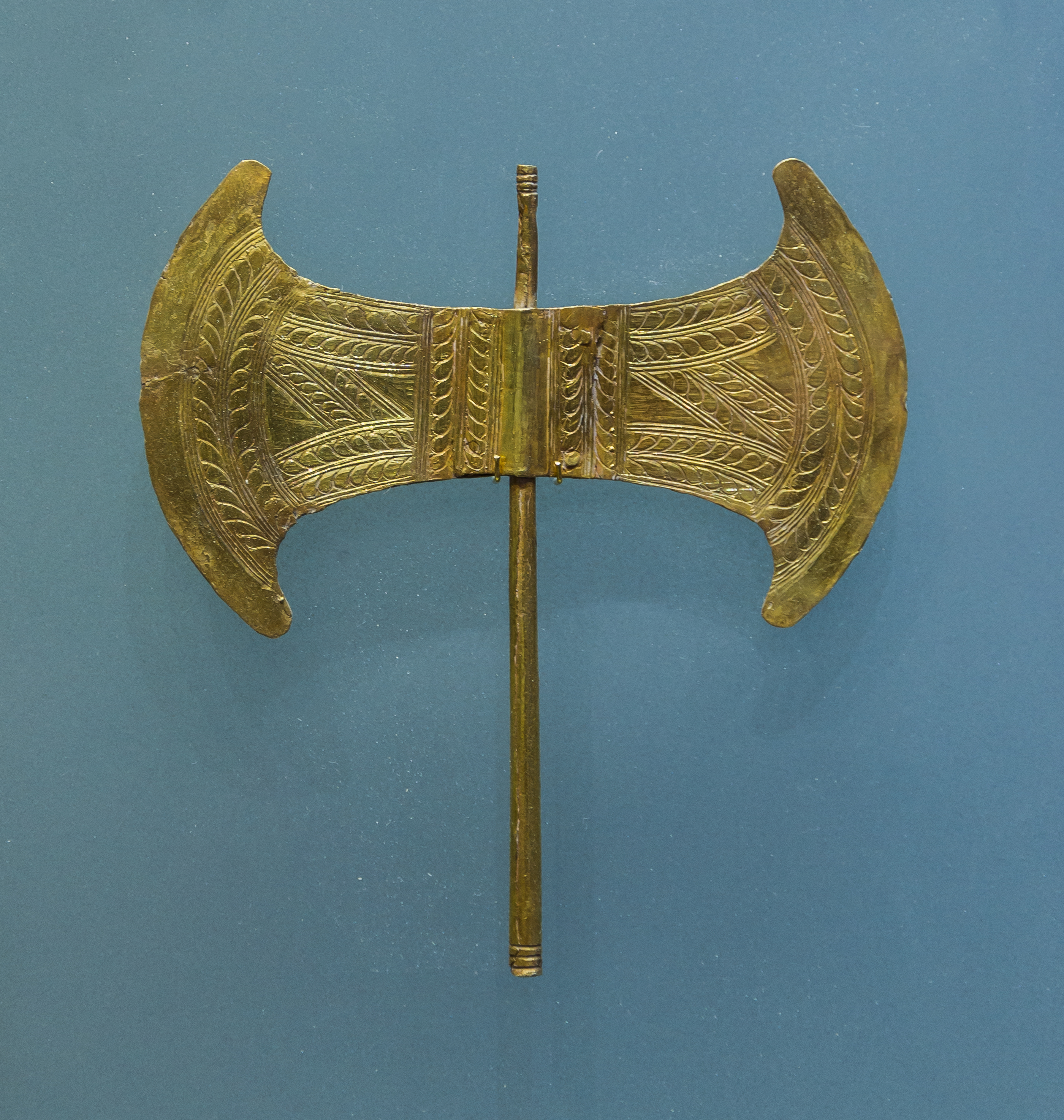
Uno de los elementos simbólicos de la civilización minoica: la doble hacha.

La civilización minoica es la primera cultura de la Edad del Cobre y de la Edad del Bronce aparecida en la isla de Creta. A veces se usan como sinónimos de minoica los términos «cretense» o «minoana». Forma parte de las civilizaciones egeas, un término que engloba a un grupo de civilizaciones prehelénicas que se desarrollaron en la protohistoria en el espacio en torno al mar Egeo.
No se tiene noticia del autónimo —gentilicio con el cual se denominaban a sí mismos—. La mayoría de los historiadores señalan que en fuentes egipcias, ugaríticas y bíblicas se designa como Kaftor o Kaptaru a la isla de Creta en el periodo minoico, y keftiu era el nombre de sus habitantes.
En la Odisea, compuesta varios cientos de años después de la destrucción de la civilización minoica, Homero menciona entre los habitantes de Creta a los eteocretenses («verdaderos cretenses»), quienes tal vez podrían ser los descendientes de los minoicos.

## Ubicación

Algunos de los principales sitios arqueológicos minoicos de Creta.

La isla de Creta está ubicada al sureste de Grecia, al sur del mar Egeo, mar que forma parte del Mediterráneo oriental, por lo que se sitúa en el centro de la comunicación marítima entre África, Asia y Europa; aproximadamente equidistante de las costas del norte de África, de las de Anatolia y las del Peloponeso. 
La superficie de Creta aparece dominada por tres grandes macizos montañosos: el de Léfka Óri (las Montañas Blancas) a occidente; en el centro las de mayor altitud, el monte Ida (Psiloriti), que alcanza 2500 m.; y los montes Dikti a oriente, sin contar con otras montañas de menor altitud. Situada en una zona sísmica, a lo largo de la historia ha sufrido terremotos y continúa actualmente bajo esa amenaza. La composición geológica y la actividad sísmica crearon numerosas cuevas y cavidades ocupadas por los primeros seres humanos con fines habitacionales o de culto.
Actualmente, alrededor de dos tercios de la superficie total de la isla es rocosa y árida. Es posible que la deforestación comenzara muy temprano en Creta, en particular debido a las construcciones navales. Parece que en la Edad del Bronce había un primitivo bosque de cipreses a lo largo de toda la zona oeste del monte Ida, cuyo estado aún podía notarse en época veneciana.
La isla no poseía ningún río navegable. Sin embargo, parece que había más agua dulce en la Edad del Bronce que hoy en día, y los cambios climáticos son probablemente una consecuencia de la deforestación.
El litoral cretense tiene más de 1000 kilómetros y su anchura de norte a sur comprende entre 12 y 60 km. En la Odisea, Homero describe de esta manera a la isla: «En medio del vinoso ponto rodeada del mar, hay una tierra hermosa y fértil, Creta; y en ella muchos, innumerables hombres, y noventa ciudades. Allí se oyen mezcladas varias lenguas, pues viven en aquel país los aqueos, los magnánimos cretenses indígenas, los cidones, los dorios, que están divididos en tres tribus, y los divinos pelasgos».
Teniendo en cuenta que el nivel del mar era, en la costa del norte de Creta, al menos un metro más bajo en la época romana en comparación con la actualidad, se puede suponer que muchos restos arqueológicos minoicos están bajo la superficie del agua. Los puertos minoicos a menudo estaban situados al abrigo de promontorios. Las instalaciones portuarias eran utilizadas en función de la dirección del viento. El promontorio de Mojlos fue uno de los abrigos típicos, con un puerto en cada lado del istmo, hasta que la subida del nivel del agua lo transformó en una isla.
Otro cambio en la configuración de las costas de la isla se debió a la elevación gradual de toda la costa occidental. Este fenómeno, destacado por Spratt en 1850, habría comenzado en la época medieval, tal vez en el siglo IX, justo después de la conquista de los sarracenos, quienes crearon el Emirato de Creta. Entre Paleochora y la antigua ciudad de Liso, la elevación ha sido estimada en 8 metros. Por lo tanto, en Falasarna, la antigua ciudad griega tenía un puerto interior, conectada con el mar por un canal cortado en la roca. Este canal está ahora varios metros por encima del nivel del mar.

## Historia

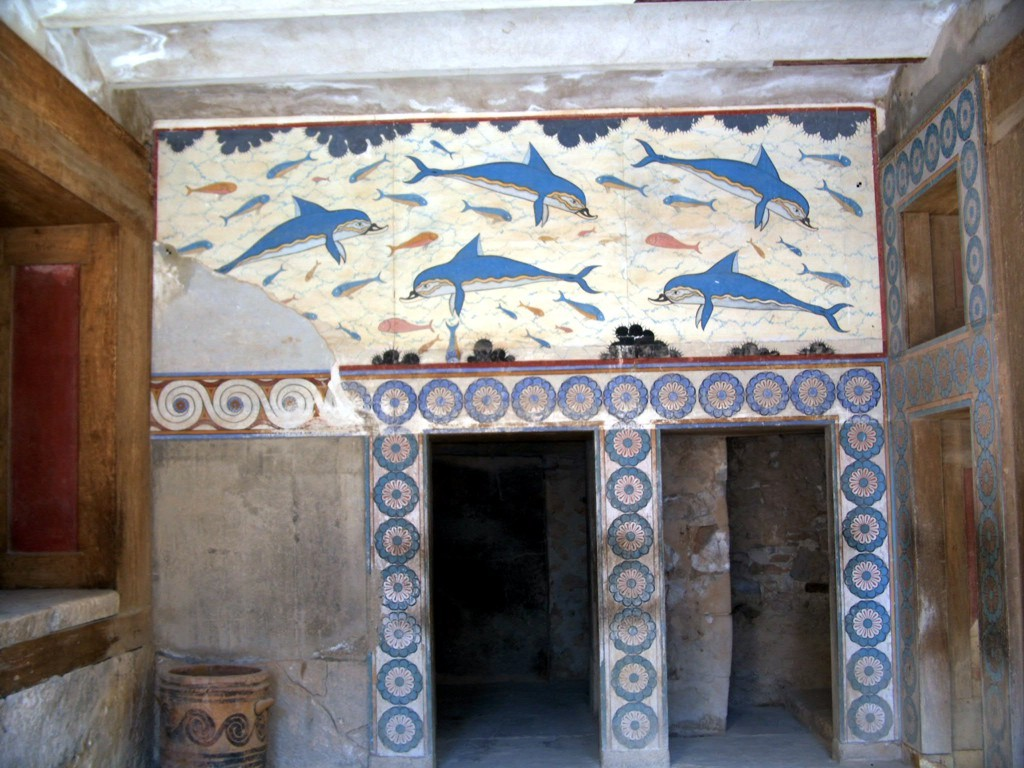
Fresco de los Delfines, en el megaron de la Reina. Palacio de Cnosos. 1500 a. C.

Se han encontrado vestigios de la presencia humana en Creta desde el Paleolítico.
En el Neolítico, llegaron grupos que se asentaron en Creta probablemente desde Anatolia en torno al 7000 a. C. Crearon diferentes asentamientos en la isla, uno de ellos en Cnosos. Estos primeros habitantes vivían en cuevas o chozas de madera, aunque con el paso del tiempo cambiarán de material a ladrillos de adobe y techumbres de madera. Fabricaban herramientas con diversos materiales como hueso y piedras duras e hicieron figuras de terracota de representaciones femeninas y masculinas, lo que indica que ya tenían cierto sentido religioso.
El arqueólogo británico Arthur Evans, que descubrió y excavó el Palacio de Cnosos, asignó a cada estrato de dicho palacio una duración temporal basada en el análisis comparativo de las cerámicas y los demás objetos que encontró en ellos. El estrato más profundo y antiguo que tenía seis metros de espesor era la base neolítica de aquella civilización. Este periodo abarcaría desde aproximadamente el 7000 hasta el 3400 a. C. A partir de ahí, Evans articuló una cronología de la civilización minoica en tres grandes periodos: Minoico Antiguo, al que asignó el periodo comprendido entre el 3400 y el 2100 a. C.; Minoico Medio, del 2100 al 1580 a. C.; y Minoico Reciente, del 1580 al 1200 a. C. Estas subdivisiones fueron inicialmente concebidas para los estratos del Palacio de Cnosos, pero se aplicaron a esta civilización. Estudios posteriores han modificado las fechas apuntadas por Evans. Los cambios más sustanciales fueron consecuencia, sobre todo, de hallazgos en las islas del Egeo, especialmente en Santorini, y en la Grecia continental. En la actualidad la cronología de las civilizaciones minoica, cicládica y heládica ofrece muchos puntos oscuros, por lo que las dataciones que se indican son aproximadas y susceptibles de revisión. Por otra parte, John Pendleburg, que trabajó varios años con Evans en Cnosos, observó que los distintos periodos no eran totalmente estancos, sino que con frecuencia se solapaban en parte.
Se ofrece a continuación la cronología propuesta por Sturt Manning (2010), una de las más aceptadas por la comunidad científica en la actualidad:
| Periodo               | Fechas absolutas          |
| --------------------- | ------------------------- |
| Minoico antiguo I     | 3100-2650 a. C.           |
| Minoico antiguo II    | 2650-2200 a. C.           |
| Minoico antiguo III   | 2200-2100/2050 a. C.      |
| Minoico medio I       | 2100/2050-1875/1850 a. C. |
| Minoico medio II      | 1875/1850-1750 a. C.      |
| Minoico medio III     | 1750-1700/1675 a. C.      |
| Minoico reciente I    | 1700/1675-1470/1460 a. C. |
| Minoico reciente II   | 1470/1460-1420/1410 a. C. |
| Minoico reciente IIIA | 1420/1410-1330/1315 a. C. |
| Minoico reciente IIIB | 1330/1315-1200/1190 a. C. |
| Minoico reciente IIIC | 1200/1190-1075/1050 a. C. |

Por otra parte, para la división de esta civilización también suele usarse el modelo propuesto por Nikolaos Platón, basado en los «palacios» como ejes centrales de los diferentes periodos.

### Minoico Antiguo o Prepalacial
La primera fase de la historia minoica se conoce como Minoico Antiguo o Prepalacial (MA). Tradicionalmente se sitúa su inicio hacia el 3000 a. C., aunque algunos autores lo han situado en torno al 3500 y otros prefieren rebajar la fecha hasta el 2600.
Se conoce relativamente poco sobre el estado de la civilización antes del 2700 a. C. A partir de esa fecha Creta empieza a tener auge, producto de la introducción del torno en la alfarería y la metalurgia del bronce, a lo que se le suma un aumento demográfico, sobre todo en la zona centro-oriental. Los principales yacimientos arqueológicos de la parte más antigua del periodo prepalacial son los de Cnosos, Mojlos, Melidoni, Debla, Festo y Palekastro, y cuando el periodo fue avanzando, destacan los de Jamezi, Vasilikí, Malia y Mirtos.

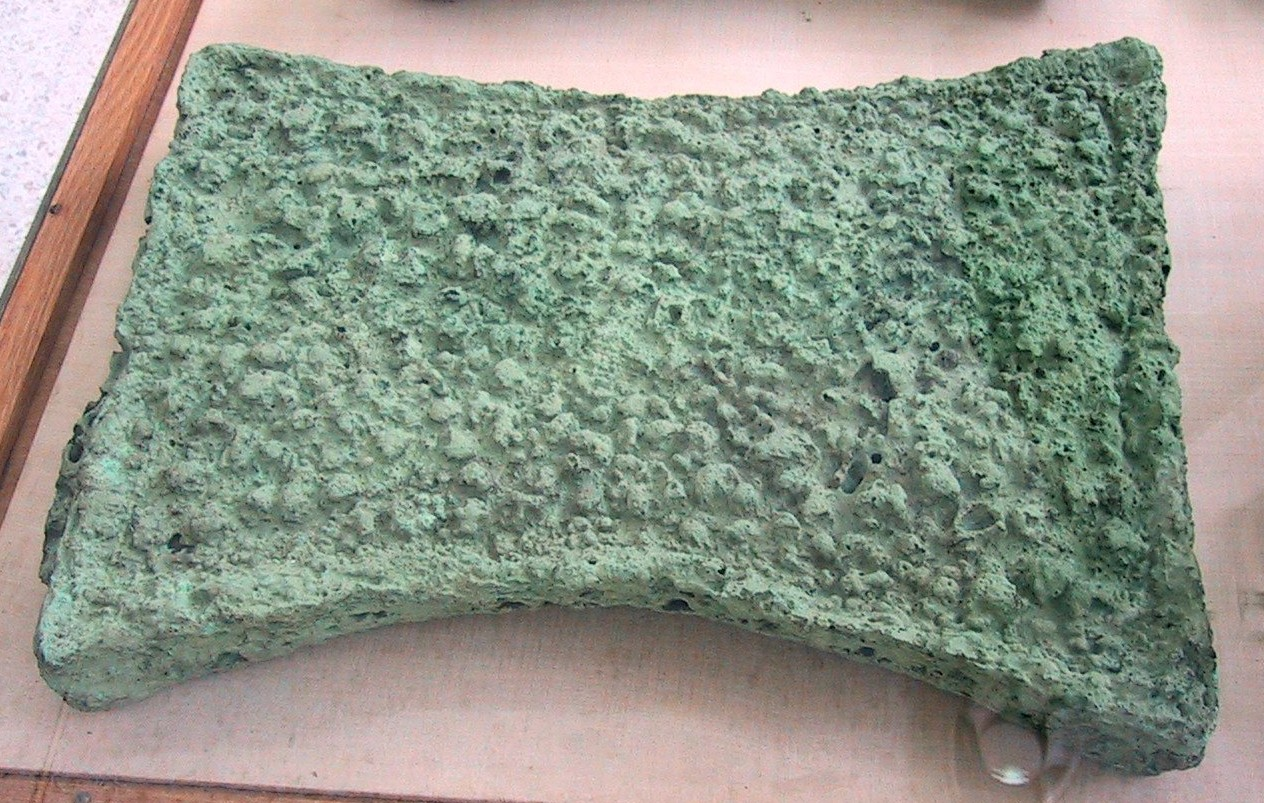
Lingote de cobre minoico.

Durante esta época la civilización minoica destacó por una organización comunal. Los asentamientos prepalaciales son poco conocidos. Del Minoico Antiguo I Se conservan escasos vestigios de casas, que eran estructuras rectangulares y dispuestas de forma irregular. A medida que avanza el Minoico Antiguo se aprecia una progresión en la estructura, técnica y tamaño de las casas. Hay constancia de que las casas fueron construidas de piedra y adobe, con patios pavimentados con losas y, ocasionalmente, con las paredes estucadas. Las viviendas más características se han hallado en Vasilikí y en Mirtos.

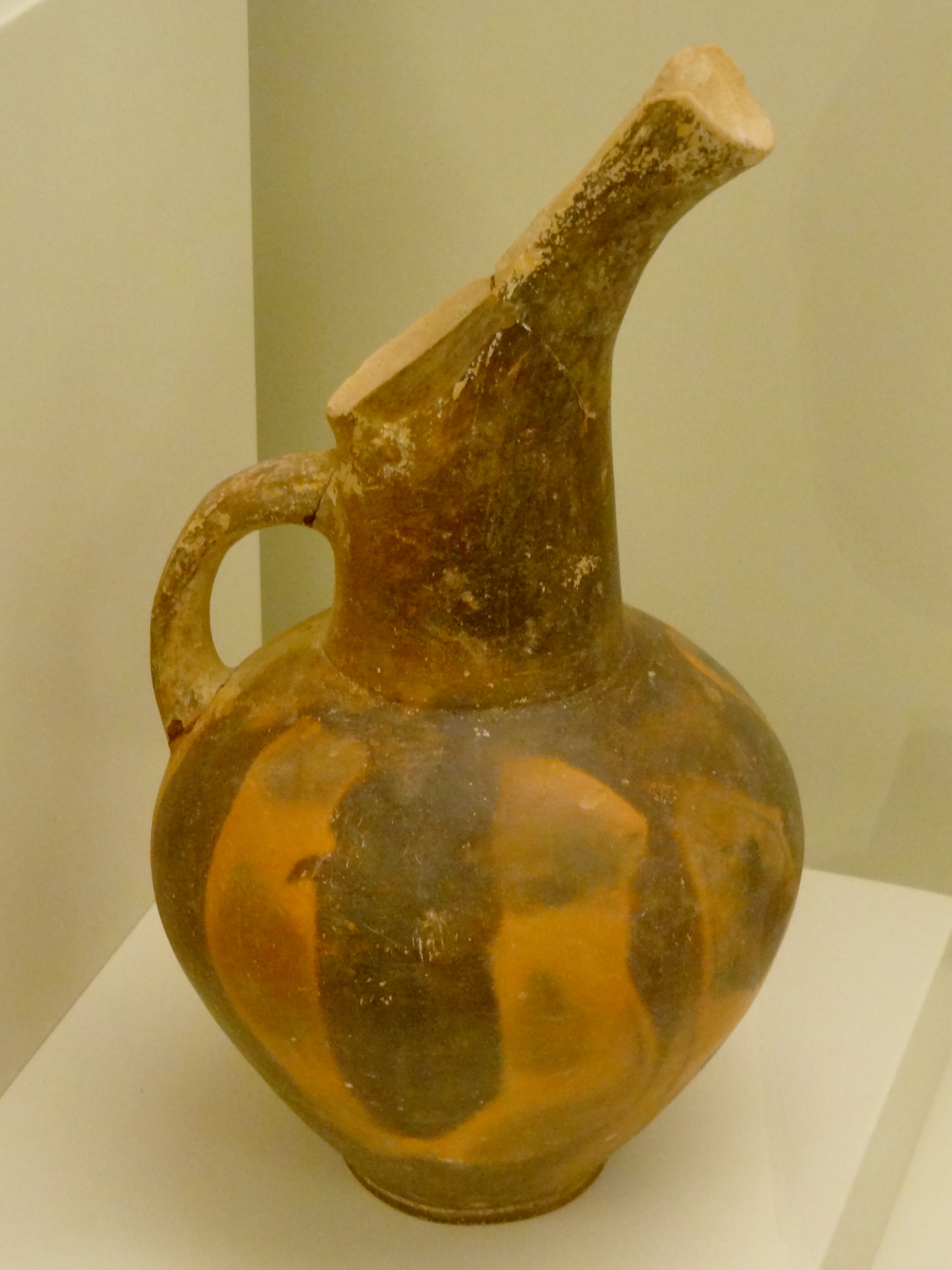
Una de las jarras del «estilo Vasilikí».

Sus recursos hídricos eran bastante limitados. El cultivo de trigo y la ganadería ya estaban presentes en el Neolítico y fue en el Minoico Antiguo cuando se introdujeron los cultivos de la vid y el olivo. Se practicaban actividades como la caza, la explotación forestal y de canteras. La artesanía también era importante. Se producía cerámica, figurillas de barro y piedra, tejidos, joyas y armas. La glíptica también está presente. Algunos sellos de esteatita, marfil y hueso hallados en Krasi, Lebén o la cueva de Trapeza pertenecen a la fase inicial del Minoico Antiguo y la glíptica continuó desarrollándose y diversificándose, con variedad de formas, materiales y representaciones. La cerámica, en concreto, presenta una amplia variedad de formas y se aprecia en la fase inicial una cierta similitud con la cerámica cicládica y en ocasiones con la Anatolia. Se diferencian estilos de cerámica como el de Agios Nikolaos y el estilo Kumasa, entre otros. A partir del Minoico Antiguo II es característica en la zona oriental el estilo Vasilikí. También abundan los vasos de piedra en algunos lugares.
La actividad religiosa durante este periodo está presente en contextos funerarios. Se han encontrado figurillas, mesas de ofrendas y estancias destinadas a rituales en el exterior de algunas tumbas y también en su interior. En este periodo no se atestiguan santuarios en el interior de asentamientos, con excepción de uno que se halla en Mirtos.
Los enterramientos se realizaban en cuevas, abrigos de roca —como en Mojlos— y en recintos funerarios, algunos simples y otros monumentales —como en Nea Rúmata. En la llanura de Mesará, al sur de la isla, se han hallado enterramientos de forma circular. Una de las mayores necrópolis de este periodo es la de Agia Fotiá. Se han hallado otras necrópolis en Arjanes, Crisólakos y Palekastro. Algunos enterramientos eran utilizados sucesivamente por varias generaciones, lo que puede ser indicativo de una estabilidad social. Al final del minoico antiguo aparecieron enterramientos en jarras y pequeños sarcófagos. Los ajuares se componían de figurillas de piedra, vasos y hojas de obsidiana y en ocasiones de una herramienta o un puñal. Las joyas y ornamentos de oro son escasos al inicio del periodo pero aumentan en la parte final (por ejemplo en Mojlos). En Agia Fotiá se observa una fuerte influencia cicládica. Además de Agia Fotiá, en lugares como Katalimata, la acrópolis de Gortina, Trapeza y Psira puede ser que la población sea de origen foráneo.
Los intercambios comerciales con el exterior de la isla eran numerosos. Pasó de una economía puramente agrícola a una organización más evolucionada, fruto de ese comercio marítimo con las demás regiones del Egeo y del Mediterráneo Oriental. Los metales pudieron provenir de Egipto —según Evans— pero se considera más probable que procedieran de Anatolia y de las islas de Egeo. La presencia minoica en la isla de Citera se inició en torno al minoico antiguo II, aunque se discute si fue una ocupación permanente o solo durante algunas épocas del año. Especialmente abundantes fueron los intercambios con las islas Cícladas, de donde importaban obsidiana y metales. No obstante, se estima que, durante la mayor parte del periodo, los cicládicos tenían una tecnología más avanzada de construcción naval pero el mundo minoico fue paulatinamente adquiriendo mayor dinamismo en todos los aspectos y al final del periodo fue cuando Creta llegó a obtener la hegemonía comercial en el mar Egeo.
Quizá por algún tipo de conflicto interno, a finales del Minoico Antiguo II se abandonaron y destruyeron algunos asentamientos pero en otros aumentó la población y además surgieron en algunos lugares nuevos asentamientos cerca de los antiguos. Así, el Minoico Antiguo III, al que se atribuye una duración relativamente corta, es un periodo de aislamiento en el que se redujeron los contactos con el exterior y se regionalizaron los estilos cerámicos. Este periodo convulso es coincidente con lo que se observa en otras zonas como Anatolia, Egipto y Siria.

### Periodo de los Primeros Palacios

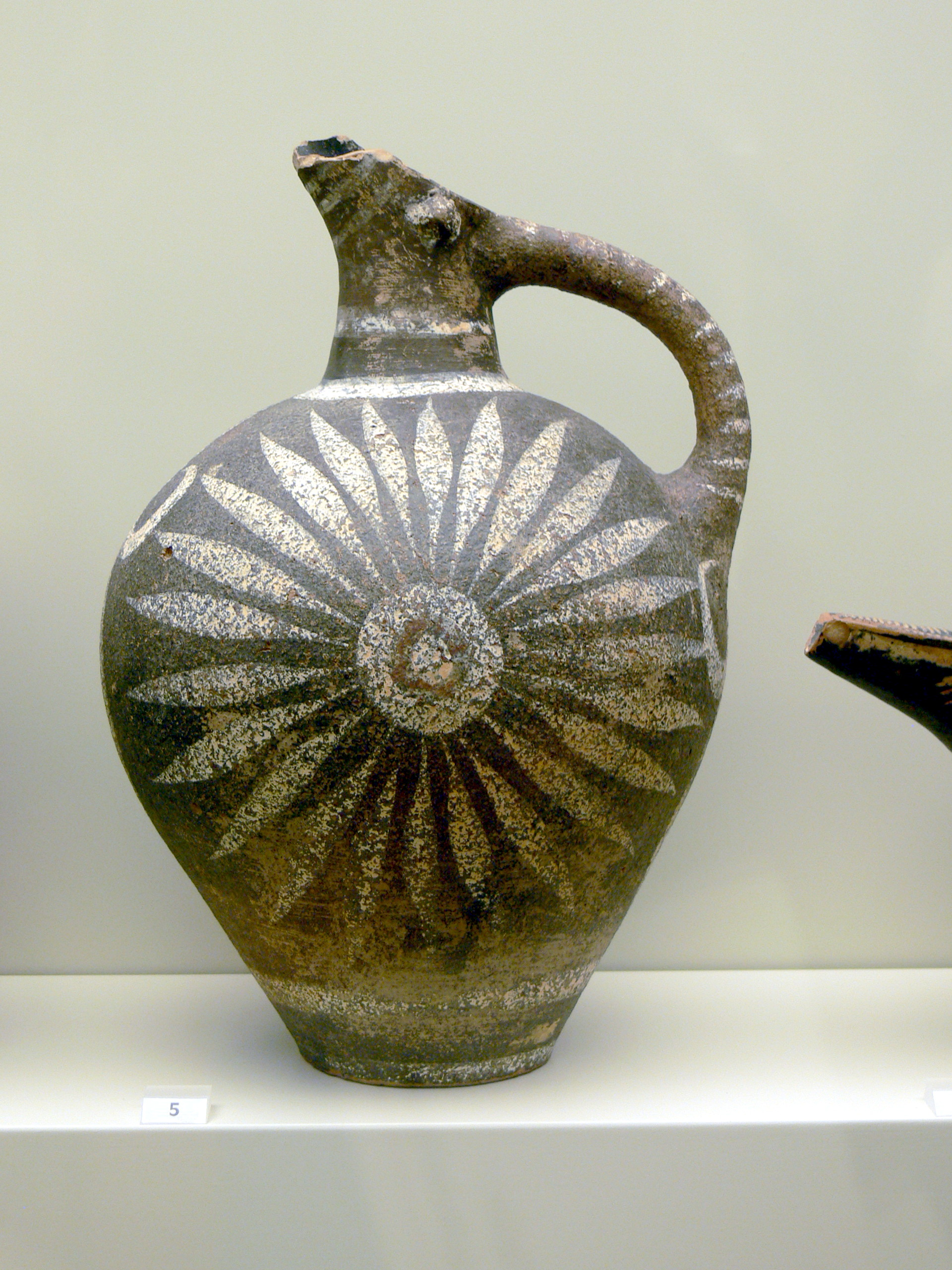
Un recipiente de cerámica de Kamarés.

La etapa denominada Protopalacial o de los Primeros Palacios abarca aproximadamente el periodo comprendido entre el 2000 y el 1700 a. C. Las tres principales características de ese periodo son: la construcción de los palacios, el desarrollo de la cerámica de Kamarés y la aparición de la escritura.
Las mejoras tecnológicas y los avances internos en organización política, económica y social, así como los avances intelectuales y el auge del comercio marítimo son los detonantes del inicio del nuevo periodo cultural. Este desarrollo provocó la aparición de excedentes de producción, y una mayor jerarquización social, lo que, unido a otros aspectos relacionados con el entorno geográfico de Creta facilitó la consolidación de sistemas estatales en este periodo.
Existieron ciertas influencias recíprocas entre Creta y Anatolia, y pudo haber infiltraciones de elementos anatolios en la isla, pero la revolución de la Creta palacial se explica por una evolución interna, sin que haya necesidad de recurrir a la hipótesis de una invasión masiva de nuevas poblaciones.
En los inicios se constata un incremento demográfico a través de la aparición de nuevos asentamientos y del aumento del tamaño de los ya existentes. En este periodo se construyen grandes edificios que se han denominado «palacios» en Festo, Malia, Petra, Monastiraki y, el más conocido e importante de todos, Cnosos. Una de las hipótesis es que los primeros palacios surgieron en cruces de caminos estratégicos que ya eran centros económicos y de población importantes antes de que se construyeran los palacios.
La aparición de los palacios contrasta con el aparente declive de la civilización cicládica y de la Grecia continental, y sorprende en una isla que no había tenido ni el desarrollo artístico de las Cícladas ni el nivel de organización económica de ciertos lugares del Peloponeso, como Lerna.
Cada uno de los palacios excavados hasta la fecha tiene sus peculiaridades propias, pero también comparten algunas características entre ellos que los diferencian de otras estructuras arquitectónicas. Características comunes son su disposición alrededor de un patio central, cuyos pisos se comunicaban mediante pequeñas escaleras, las fachadas construidas con piedras porosas y con entradas monumentales, la abundancia de almacenes, la existencia de habitaciones destinadas al culto, otras destinadas a vivienda y otras a talleres artesanales. Llama la atención que gran parte del espacio en ellos estuviera destinada al almacenamiento, lo que indica una función de redistribución de productos. La mayoría de los asentamientos palaciales carecían de sistema defensivos pero hay algunas excepciones en las que sí se denota la presencia de murallas, como Petra y Malia —en esta última al menos en los periodos Minoico Antiguo III y Minoico Medio I. Las destrucciones que se observan en este periodo se estima que son debidas a causas naturales. La flota, al parecer, era tan nutrida que podía controlar cualquier enemigo potencial, incluso ataques piratas.
Se cree que el control de la mayor parte de las actividades productivas y comerciales correspondía a los palacios. Algunas de estas actividades eran metalurgia, construcción, orfebrería, glíptica, producción de madera, caza, producción textil, pesca y marinería. La agricultura y la ganadería siguieron desarrollándose, junto con las actividades comerciales. Todo ello daba como resultado una rica economía, que mantenía a esta sociedad a salvo de revueltas sociales.
Además, surgieron otras mansiones de gran lujo, que se podrían denominar palacetes; no son infrecuentes las construcciones de más de un piso e incluso las casas más humildes ostentan solidez arquitectónica. Probablemente la sociedad estuviera estratificada de manera que la realeza y una serie de familias aristocráticas estaban en la parte superior. Se observa también un desarrollo administrativo-económico a través de almacenes y factorías, entre otros aspectos.
Otra novedad es la aparición de los primeros sistemas de escritura: el jeroglífico cretense y, antes del fin del Minoico Medio, también el lineal A.

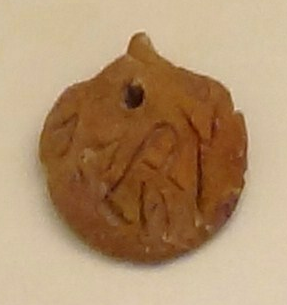
Placa con signos en jeroglífico cretense.

El poder religioso era, al igual que en otras sociedades orientales, ejercido por la realeza. Además de los recintos para el culto que había dentro de los palacios, por toda la isla se observa un dinamismo religioso, mediante santuarios en cuevas, o en montañas. Es destacable el complejo de carácter palaciego de Zóminthos, a 1200 metros de altitud, al pie del monte Ida, del que se estima que no solo era de carácter religioso sino también un centro político y económico. En todos los santuarios se han recuperado gran cantidad de exvotos, mesas de sacrificio y aparecen elementos simbólicos como la doble hacha. Entre los cultos practicados, probablemente algunos se relacionaban con el ámbito funerario. La posibilidad de que practicasen sacrificios humanos rituales es motivo de controversia.
En este periodo se encuentran ricos enterramientos en tholos —por ejemplo, en la necrópolis de Plátanos— y recintos monumentales cuadrangulares, otros en sarcófagos y también enterramientos más pobres, en vasijas y con otros recubrimientos.
En política exterior la hegemonía de Creta se impuso sobre las Cícladas. Se importaban metales, como los necesarios para la producción de bronce. Se exportaba cerámica de Kamarés y otros objetos manufacturados; posiblemente también algunos productos agrícolas y ganaderos, y madera a Egipto. Los intercambios se producían con las islas, con la zona continental griega, con Chipre, con Egipto y con Oriente Próximo. En Ialisos, en la isla de Rodas, se atestigua la existencia de un asentamiento minoico a partir de este periodo.
El estilo decorativo de cerámica denominado de Kamarés, por el nombre de la población homónima, en cuyas cuevas se hallaron numerosos ejemplares, nació en los talleres reales. Se trata de un estilo de cerámica simple pero polícroma —rojo y blanco sobre el gris de la arcilla.

### Periodo de los Segundos Palacios

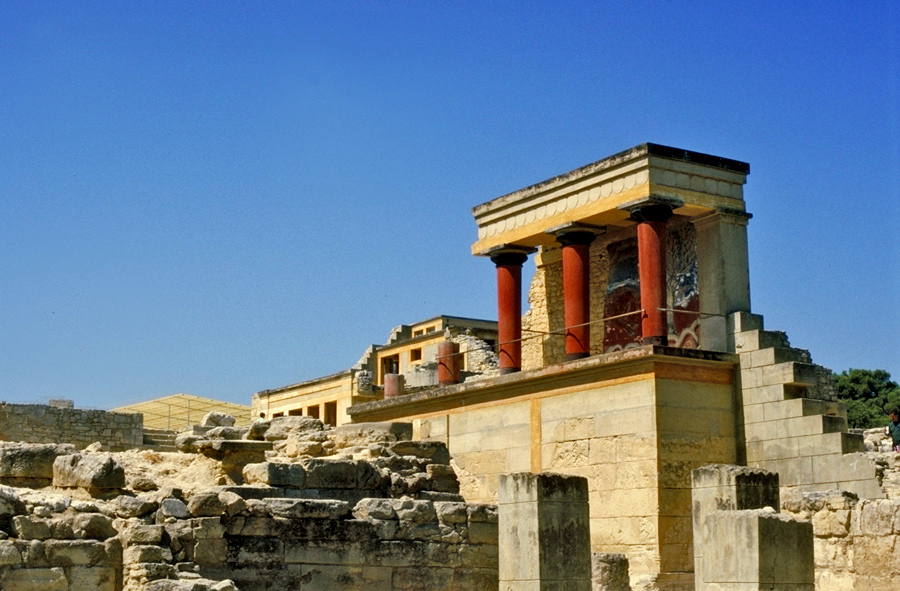
Un sector del palacio de Cnosos.

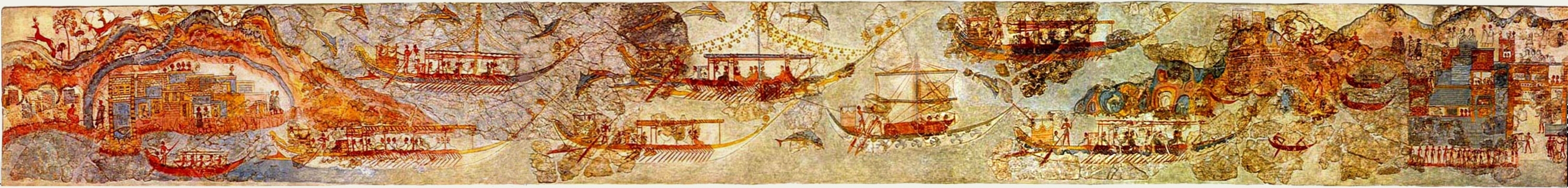
Fresco de Acrotiri (Santorini) que representa dos islas con ciudades portuarias conectadas por un gran número de barcos que surcan el mar.

A esta fase, llamada también Neopalacial, que incluye las fases del Minoico Medio III y Minoico Tardío I y II, pertenecen casi exclusivamente las estructuras del Palacio de Cnosos que sacó a la luz Arthur Evans. Es la fase en la que Creta llega a su máximo apogeo.
Hacia 1700 a. C. se produjeron grandes catástrofes en la isla que se han atribuido a movimientos sísmicos. Esta teoría está apoyada por el descubrimiento del templo de Anemospilia por el arqueólogo Sakelarakis, en el cual aparecen los cuerpos de tres personas que fueron sorprendidas por el derrumbamiento del templo. Algunas teorías postulan que en ese momento pudieron llegar a la isla gentes procedentes de Anatolia. Los palacios quedaron destruidos pero no tardaron en recuperarse y reconstruirse, incluso con mayor complejidad y ornamentación.
Se fundaron nuevas ciudades y se construyeron nuevos palacios más majestuosos sobre las ruinas de los antiguos. Los centros palaciales controlaban extensos territorios, fruto de la mejora y desarrollo de las comunicaciones terrestres y marítimas, mediante la construcción de caminos pavimentados y de puertos. En el entorno de Festo son importantes los restos del puerto de Kommós.

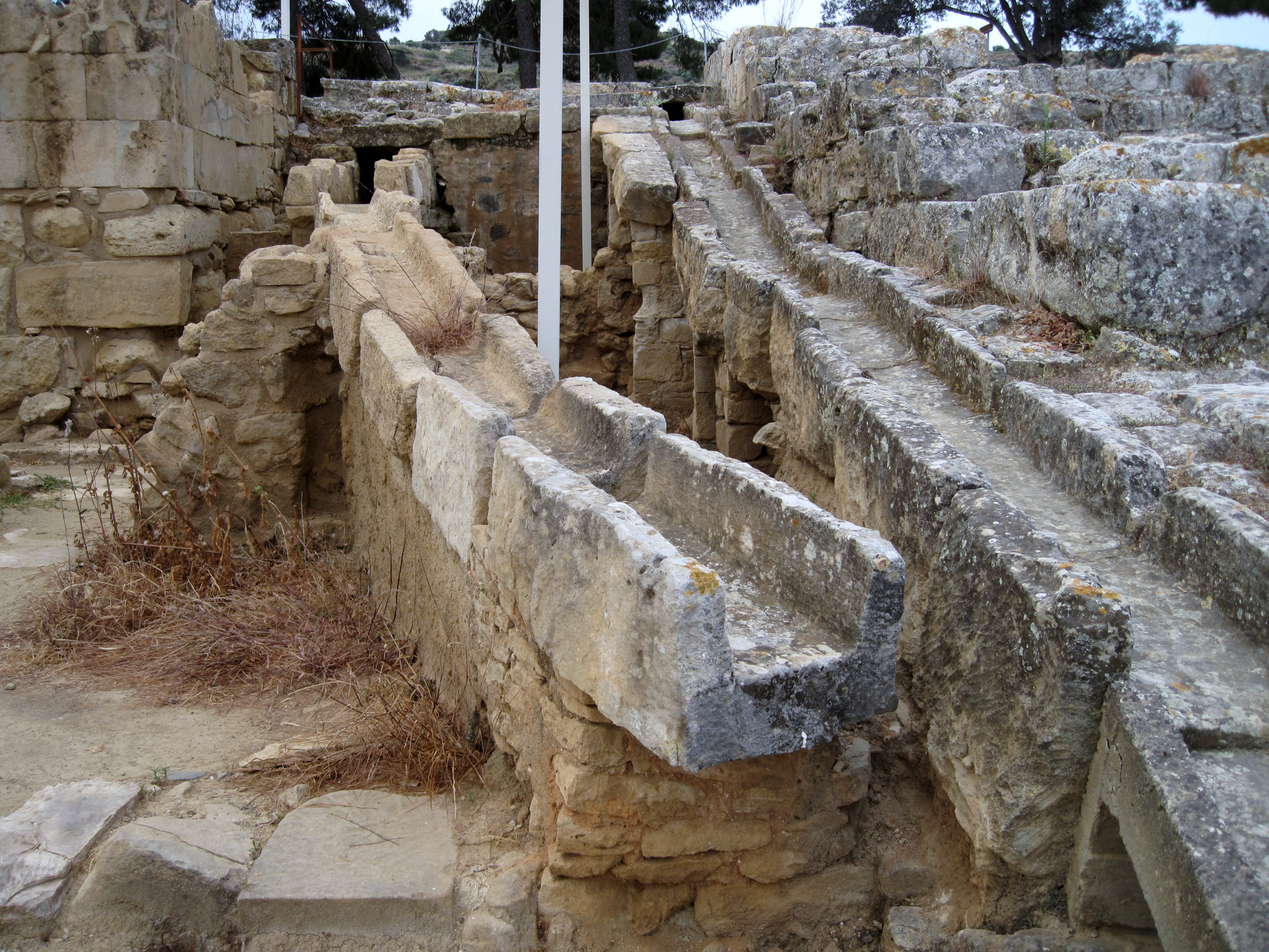
Restos arqueológicos de canalizaciones hidráulicas de Hagia Triada.

Los nuevos palacios, de forma laberíntica, constaban de varios pisos, con grandes patios y pórticos, con escaleras amplias y corredores, además de propileos monumentales. Se podía acceder por varias puertas a las dependencias reales, dotadas de habitaciones con tronos, baños y pozos de ventilación. En estos palacios había salas de recepción, de banquetes y rituales. También se dotaron de almacenes, criptas, instalaciones auxiliares y talleres de diversas clases. Se habilitaron sistemas hidráulicos y de drenaje. Los muros fueron decorados con frescos policromados y los pavimentos revestidos con losas brillantes de aljez.
Respecto al sistema social, probablemente teocrático, el rey de cada palacio era el jefe supremo oficial y religioso. Tal vez existió una jerarquía entre los reyes, con el de Cnosos a la cabeza.
También creció la construcción de palacetes más pequeños y mansiones, sobre todo en el centro y el este de la isla. Algunos de los que han dado restos de este periodo son los palacetes de Arjanes, Plati y Gurniá; las mansiones de Tiliso, Palekastro, Sklavókampos, Hagia Triada y Amniso; las villas agrícolas de Vatípetro, Ano Zakro, Kania, Mirtos. La población de ciudades como Cnosos debía ser importante. Las ciudades del este, particularmente, muestran un urbanismo muy organizado y calles pavimentadas. Se han encontrado, además de casas, talleres, comercios, instalaciones portuarias en lugares como Palekastro o Gurniá, canalizaciones de agua, caminos y puentes.
El sistema de escritura que se generalizó en esta época es el lineal A, aunque coexistió por un tiempo con el jeroglífico cretense. Probablemente no fuera exclusivo de los palacios.

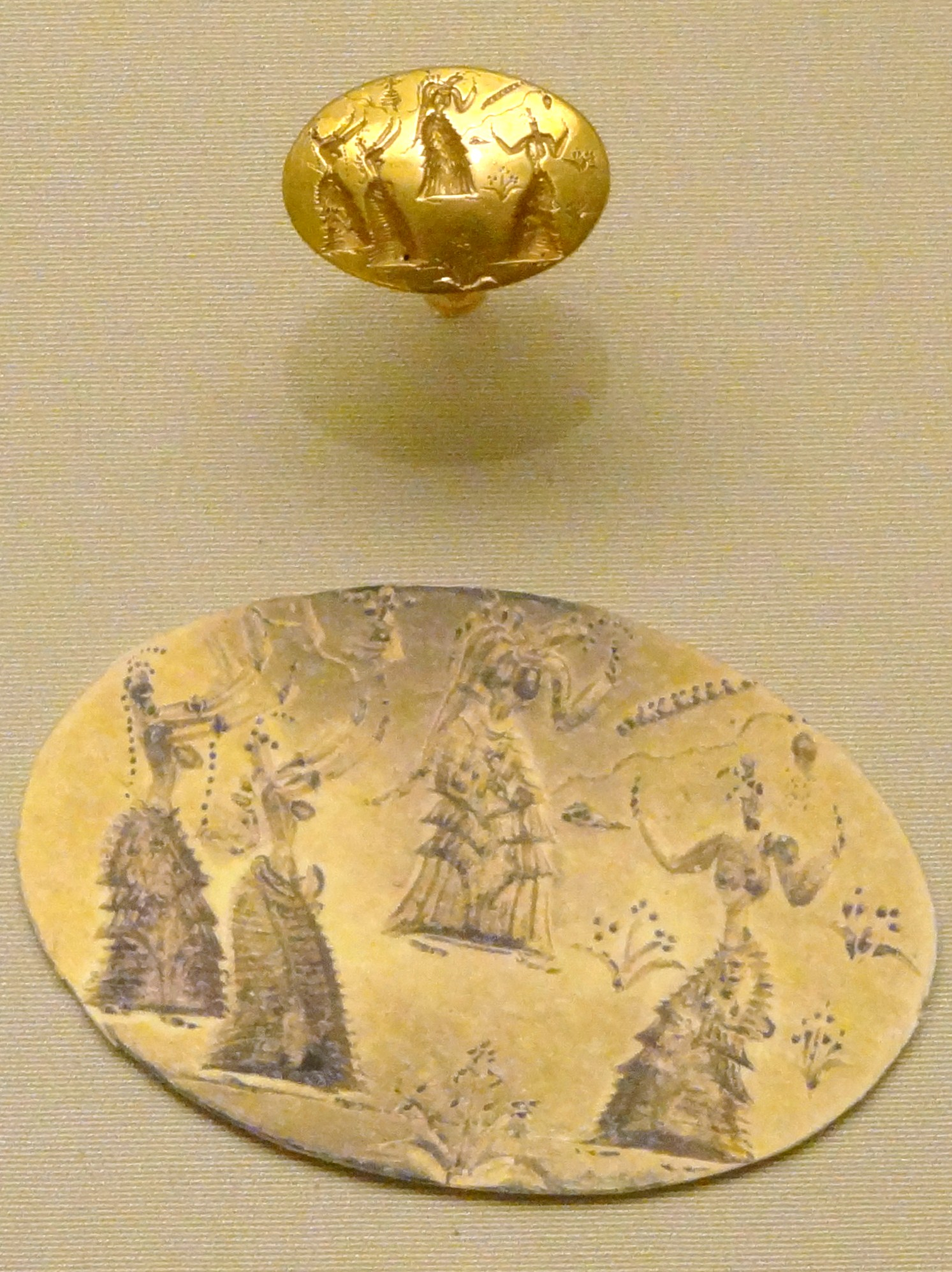
Un anillo de sello minoico (hacia 1500 a. C.) expuesto en el Museo Arqueológico de Heraclión.

En este periodo la producción metalúrgica y artística alcanzó su desarrollo máximo, en particular la orfebrería, glíptica y escultura de pequeñas figuras, así como la cerámica. La pintura al fresco es también muy destacada y toca variedad de temas, tanto en Creta como en otros lugares como la isla de Tera.
Se cree que la jerarquización social que se observa en la época de los primeros palacios se acentuó en este periodo. Se trataba también de una sociedad muy diversificada en función de los diferentes trabajos y funciones. Se encuentran casas ricas, normales y pobres. No se ha probado la presencia de esclavos en este periodo, pero hay autores que tampoco la descartan. Posiblemente se realizaran ritos de iniciación y de paso. Los enterramientos que se han hallado indican también diferentes niveles de jerarquización social.
Aumentó la representación de divinidades, en particular de una diosa acompañada de animales, un dios masculino que la acompañaba, y emblemas religiosos como cabezas de toro, doble hacha y cuernos de consagración. Los santuarios eran abundantes, incluso algunos en otras islas fuera de Creta, en particular los santuarios de montaña. Se realizaban rituales fijados por una serie de normas, con sacerdotes y sacerdotisas.

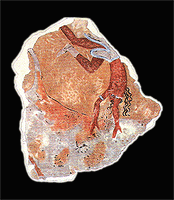
Fragmento de una pintura minoica de Tell el-Daba, en Egipto.

La actividad naval se desarrolló mucho en este periodo; creció el tamaño de los barcos y posibilitó la expansión comercial de los minoicos, que abarcó desde el Mediterráneo central hasta el Próximo Oriente, norte de África y llegó incluso a la parte septentrional del Egeo (como a la isla de Samotracia). Es posible que los minoicos tuvieran asentamientos estables en las Cícladas, particularmente en Tera. Las relaciones con Egipto fueron amplias, en particular con los faraones de la dinastía XVIII. En fuentes egipcias aparece la denominación «keftiu» en referencia a los cretenses y es notoria la influencia minoica en las pinturas de Tell el-Daba. La relación con Egipto cesó un poco antes de 1400 a. C. Chipre, Mari, Ugarit, Biblos y Anatolia fueron otros lugares que tuvieron relación con Creta.
Las exportaciones cretenses incluían productos agrícolas, madera y manufacturas (sobre todo cerámica). Se importaban manufacturas orientales, metales y marfil.
En este periodo se produjo la violenta erupción del volcán de Santorini, conocida como erupción minoica, en el período entre el 1639 y el 1616 a. C., fechada por medio de la datación por radiocarbono; en 1628 a. C. dendrocronológicamente; y en 1530-1500 a. C. arqueológicamente. Este evento ha sido considerado como una de la mayores erupciones del planeta, pero se discute cuál fue el impacto que tuvo a corto plazo en Creta. Algunos autores han estimado que no tuvo un efecto importante, pero otros han señalado que, además de la inevitable destrucción de buena parte de la flota, habría ocasionado una crisis de grandes dimensiones que habría desembocado, a largo plazo, en la desaparición de los palacios.
Se relaciona esta época con el mito de Minos, a quien se atribuía la talasocracia sobre todo el Egeo y expediciones incluso a Sicilia. Pero es dudoso lo que se debe interpretar como histórico de estas tradiciones. De hecho la posición predominante es que las únicas relaciones entre los minoicos y los griegos continentales, antes de la llegada de los griegos a Creta, eran comerciales, y no que Creta tuviera el control político del continente, como creía Evans, aunque la cuestión dista de estar clara. Otro de los relatos del mito indicaba que cada 9 años Minos se retiraba desde Cnosos a la cueva sagrada de Zeus (o que se retiró allí durante 9 años) para recibir instrucciones del dios, lo que se ha relacionado con el complejo arqueológico de Zóminthos y la cueva del monte Ida.
Al final de este periodo, en torno al 1450 a. C. se produjeron nuevas destrucciones que provocaron el ocaso de la civilización minoica. La causa de esas destrucciones es objeto de debate pero los datos arqueológicos apuntan claramente hacia causas humanas. Se ha observado que estas se centraron en los edificios más destacados que ejercían como centros de poder mientras que se respetaron otros edificios de carácter doméstico o artesanal y también se han encontrado algunos objetos de valor que fueron enterrados u ocultados deliberadamente, lo que sugiere que los cretenses eran conscientes de la presencia de un peligro inminente. Las hipótesis que se han sugerido son principalmente dos: que las destrucciones habrían sido causadas por una invasión procedente del área continental griega o que habrían sido provocadas por luchas internas en las que el centro de poder de Cnosos se habría impuesto sobre los otros centros palaciales de la isla.

### Periodo Monopalacial
Tras la catástrofe sufrida al final del periodo anterior, solo el palacio de Cnosos fue reconstruido para ser la residencia de una dinastía aquea procedente del Peloponeso. Los palacios micénicos que construyeron los aqueos en otros lugares son desconocidos.
El momento de la llegada de los griegos a Creta es motivo de controversia. Hay historiadores que creen que pudieron apoderarse de la isla aprovechando la destrucción generada poco antes. Otros autores sugieren que los que se produjo fue una unión dinástica.
En todo caso, además del palacio de Cnosos, se reconoce la presencia micénica en muchos de los asentamientos que se desarrollaron en este periodo en Creta: Cidonia, Polirrenia, Gortina, Festo, Hagia Triada o Tiliso. Algunos de ellos perduraron en las épocas arcaica y clásica griegas. La nueva civilización de raigambre minoica, pero de espíritu micénico, tenía una marcada tendencia a la esquematización y la estilización. Se repiten los mismos motivos, aunque más simples, en la decoración de las pinturas murales, con la pérdida de la libertad y vitalidad anteriores.
La administración y la política pasaron a ser micénicas, pero es posible que esta presencia micénica en Creta se limitara a Cidonia, Cnosos —en estos dos lugares se han hallado tablillas en lineal B, que fue su sistema de escritura— y tal vez a otros lugares del área central cretense, mientras el resto de la isla, especialmente el sector oriental, seguía las costumbres minoicas y seguía empleando el lineal A. Otras costumbres micénicas visibles son las funerarias, pues aparecen tumbas micénicas tipo tholos y tumbas de cámara, con ajuares funerarios en los que los objetos son a menudo de temática guerrera, pero junto a ellas aparecen tipos de enterramiento en larnaques —en lugares como Armeni, Pigi y Mesi— o pitoi ya conocidos en Creta. Un nuevo estilo de cerámica que mezcla elementos micénicos y minoicos se extiende por toda la isla. Los objetos relacionados con la cocina y con la artesanía textil muestran continuidad con las costumbres minoicas.
Se discute también la datación de las tablillas de lineal B que Evans encontró en Cnosos y que, dado que el lineal B es griego, significaría que los griegos ya dominaban la isla. Algunos autores, entre los que está Evans, las sitúan hacia 1400 a. C. y otros, como Leonard Robert Palmer, en torno al 1200 a. C. Por otra parte, un estudio de Jan Driessen identifica diferentes niveles de destrucción relacionados con las tablillas.
Se cree que la transición entre los siglos XIV y XIII a. C. fue otro periodo de movimientos de población. Se construyeron nuevos edificios de importante tamaño en lugares como Sisi, Malia o Kato Guves; este último fue un centro productor de cerámica. Los contactos comerciales y culturales con los centros micénicos del continente se multiplicaron. Se atestigua una intensa exportación de jarras de estribo cretenses con aceite de oliva hacia el continente; por otra parte, el arte micénico se nutrió en buena parte de iconografía de origen minoico.

### Periodo Postpalacial
A finales del siglo XIII y durante el XII a. C. se producen amplios movimientos de población en los que se abandonan repentinamente lugares costeros como Sisi que parecían prósperos y también otros lugares llanos, y se ocupan asentamientos situados en altura que dominaban lugares donde podían disponer de una agricultura fértil. Se desconoce la causa de estos movimientos de población, que quizá buscaban protegerse de amenazas procedentes del mar. Algunos autores los han relacionado con la tesis del clima de terror producido por los llamados Pueblos del mar, pero otros han señalado la ausencia de huellas de destrucciones violentas y estiman que los movimientos se debieron dar por una combinación de diversos factores. Por otra parte, esta época se suele relacionar con la tradición de las migraciones dorias.
Influyendo a sus conquistadores de la Grecia continental, la tradición cultural minoica continuó aún en algunos lugares, sobre todo en los centros montañosos de la Creta oriental y en el centro de la isla, como Vrókastro, Praso, Karfí y otros lugares.
En este periodo se generalizó el uso del hierro y la cremación de los muertos, atestiguada por el hallazgo de urnas cinerarias en Fortetsa, en el territorio de Cnosos.

## Organización política

Mapa de los principales yacimientos minoicos.

Existen varias visiones predominantes acerca del modo de organización política de la Creta minoica. Una de ellas estima que la isla estaría unificada bajo un poder central ubicado en Cnosos. Esta idea está apoyada por el mayor tamaño de Cnosos, la ausencia de murallas defensivas y la difusión del estilo arquitectónico de Cnosos por toda la isla. Otra, en cambio, apoya la idea de que esta civilización estaba dividida en varias unidades políticas independientes cuyas sedes estarían ubicadas en los diversos asentamientos en los que se ha hallado un gran edificio monumental. A esta serie de edificios monumentales con patio se les ha dado el nombre de «palacios», pese a que no se ha demostrado de forma concluyente que sirvieran como residencia de reyes. Los principales se encuentran en Cnosos, Festo, Malia, Zakros, Gurniá, Petra, Galatás, Monastiraki, Protoria, Arjanes y Makrí Gialós.
La organización de los territorios pudo evolucionar en el transcurso de los siglos: la importancia de Cidonia, al oeste, como centro administrativo fue elevada en una fase más reciente (en los siglos XIV y XIII a. C.) Por otra parte, en otros lugares se han hallado edificios de carácter palaciego más pequeños (Niru Jani) e importantes «villas» rurales (Hagia Triada), lo que ha originado la hipótesis de que existían gobiernos dependientes de otros de mayor tamaño.

## Arte minoico
El arte minoico, junto con otros aspectos de su actividad cultural (en especial la evolución de los estilos cerámicos) han permitido a los arqueólogos poder definir las tres fases de la cultura minoica. 
Entre lo más importante del arte minoico destacan sus cerámicas. El Minoico temprano se caracterizó por el decorado polícromo de motivos blancos y rojos, y dibujos de espirales, triángulos, líneas encorvadas, cruces, figuras de animales marinos, etc. Posteriormente en el periodo reciente se añaden más colores adoptando, muchas veces, formas esféricas y decoradas con escenas de corte más naturalista y figurativo, por ejemplo pulpos que ocupan toda la panza de las vasijas.

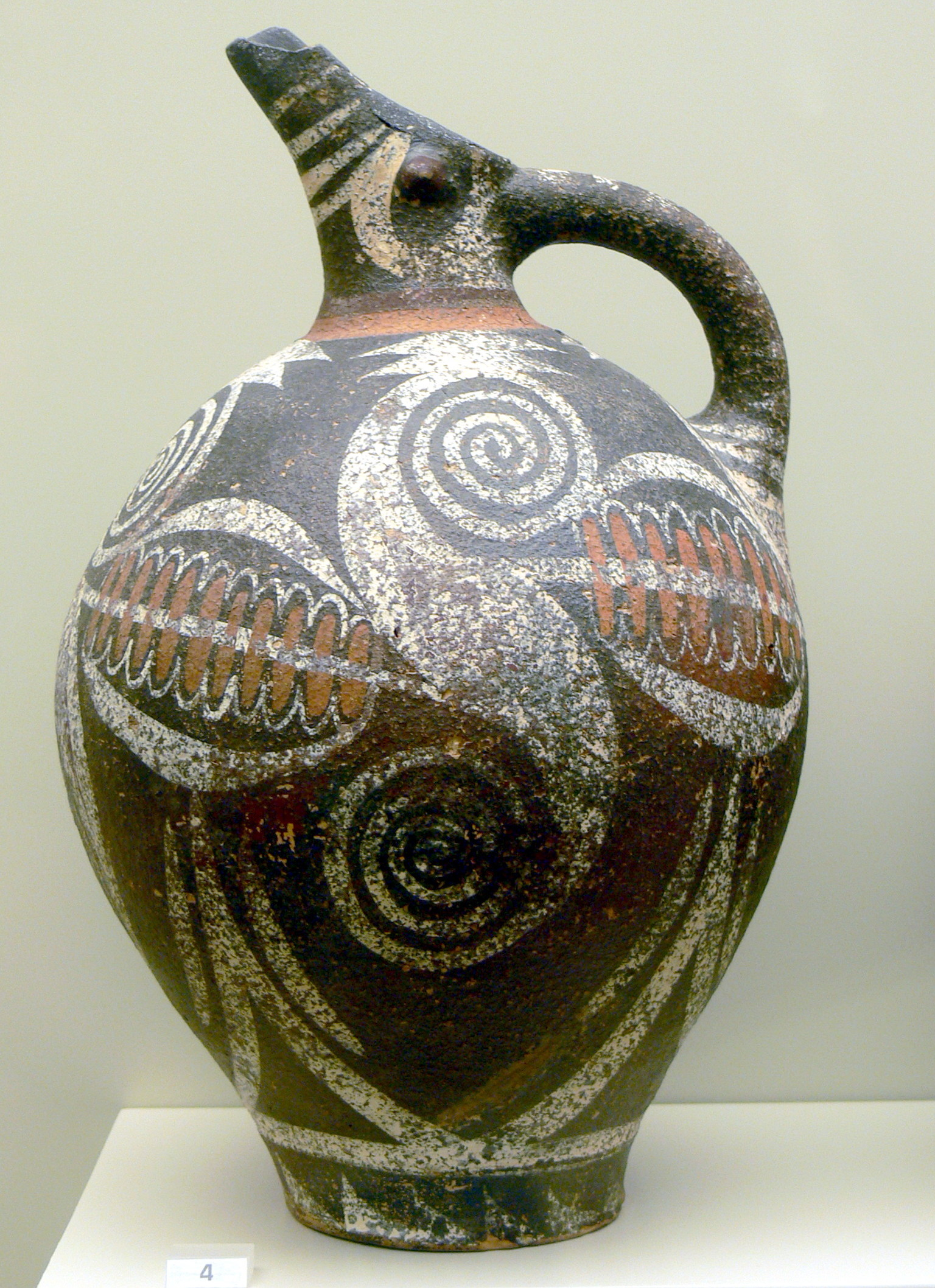
Gran ánfora con pico, 2100-1700 a. C. (Minoico Medio).
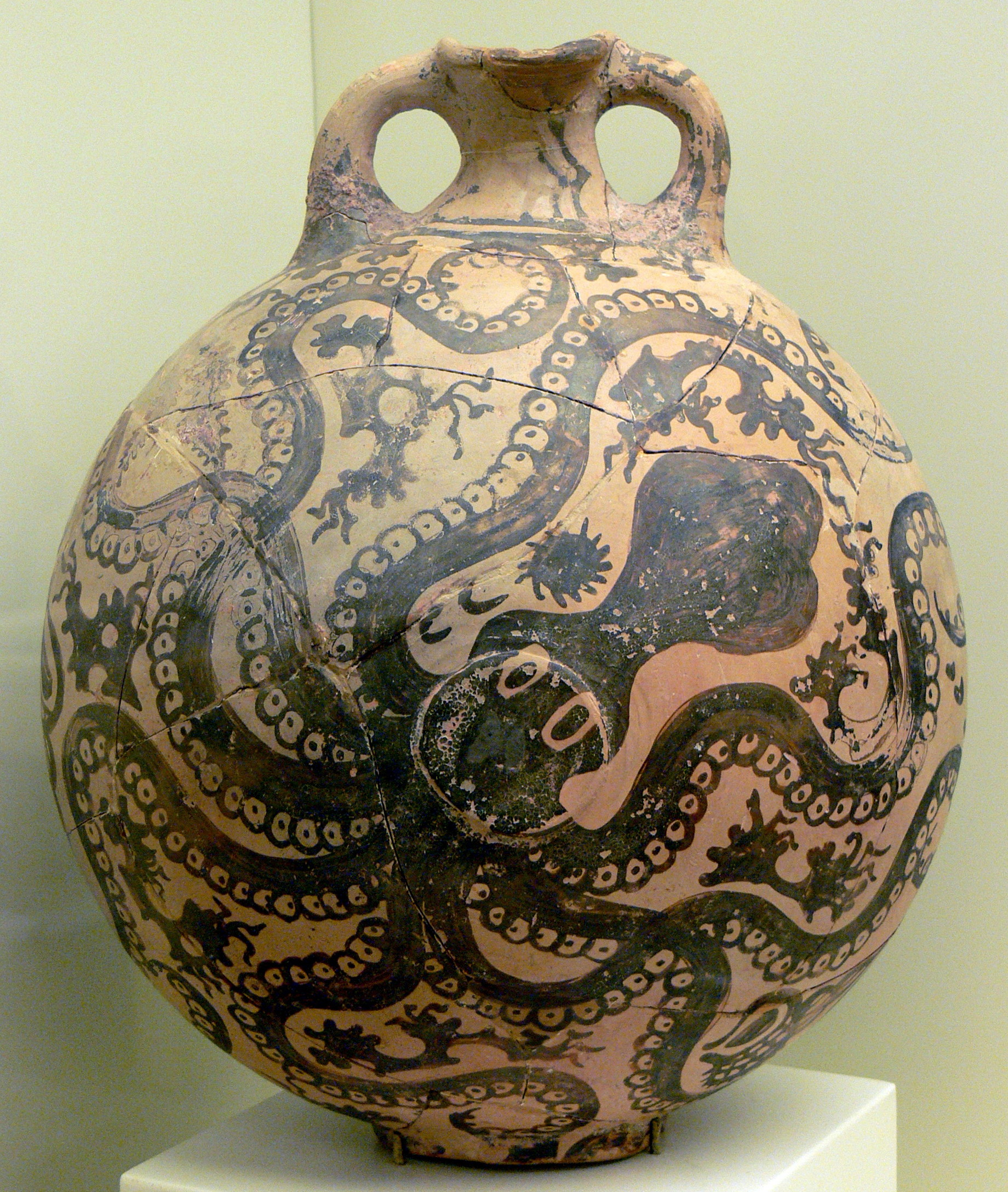
Ánfora con motivo típico de pulpo, 1500 a. C. (Minoico Reciente).
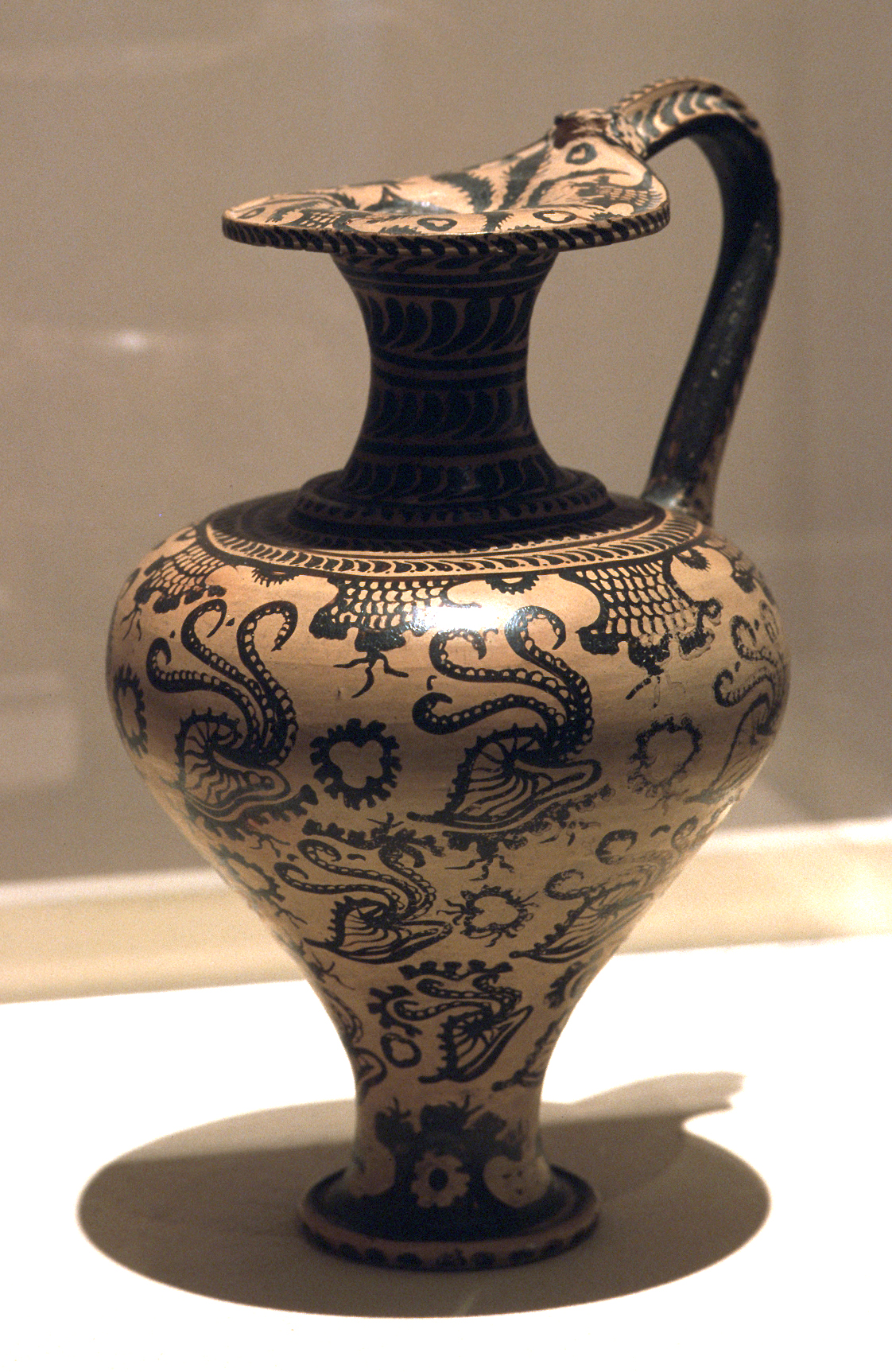
Hidria con decoración marina, 1500 a. C. (Minoico Reciente).
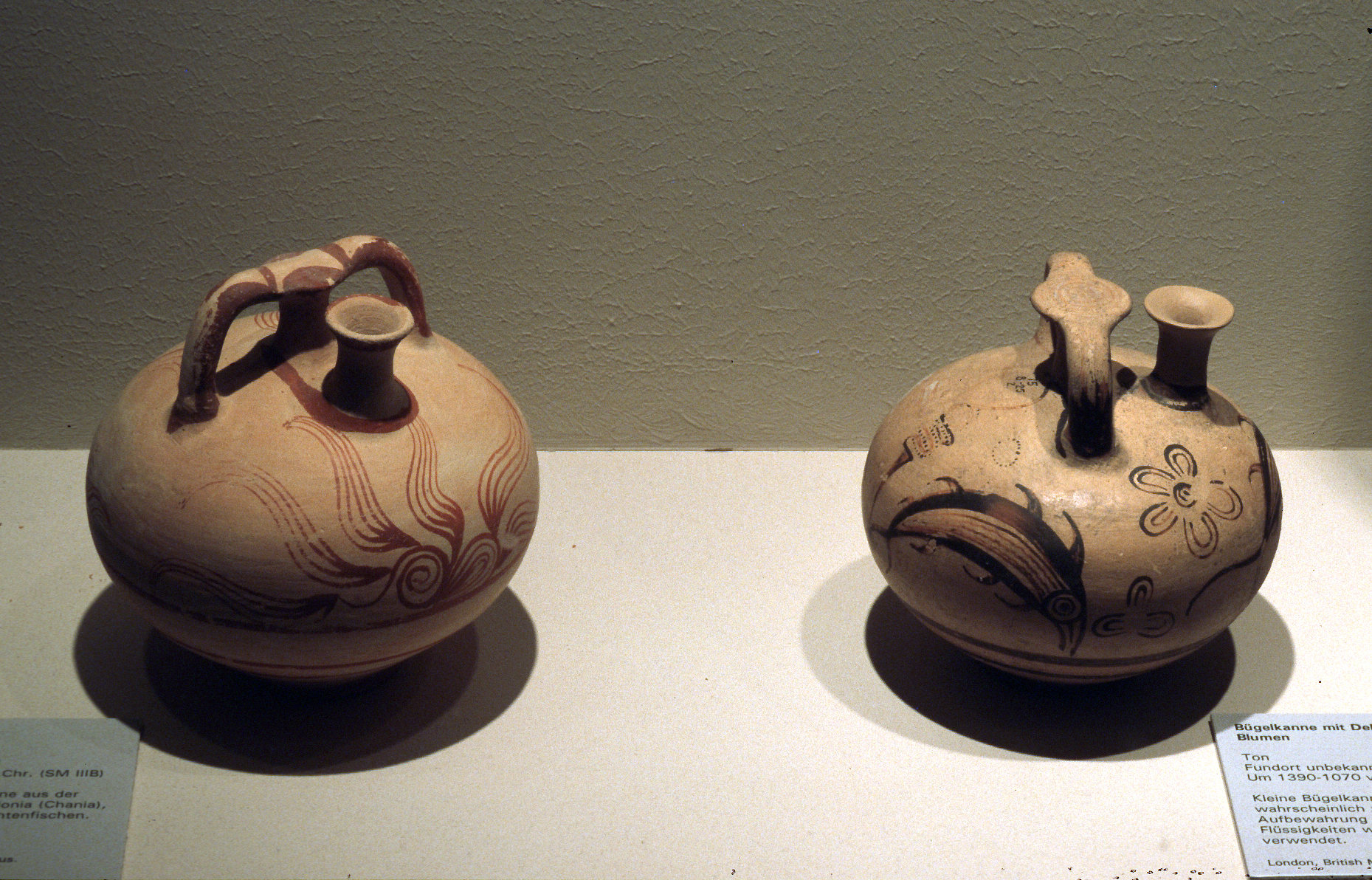
Pequeñas ánforas de estribo, 1390-1070 a. C. (Minoico Postpalacial).

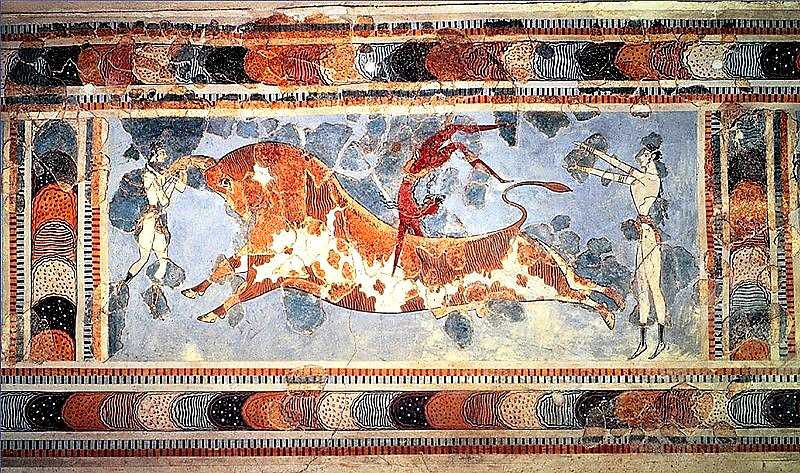
Fresco del salto del toro, en Cnosos.

Pero sin lugar a duda lo más característico de esta rica cultura son sus frescos. Las escenas representaban la vida en la isla, recurriendo a temas como las procesiones, sacrificios, danzas, luchas rituales con toros, etc. Tienen un estilo geométrico y son, comúnmente, monocromáticos.
También desarrollaron figurillas humanas y de dioses, normalmente femeninas y con rasgos sexuales poco acentuados. También destaca el desarrollo de joyas, vasos de oro y piedras preciosas, productos por los que se hicieron conocidos fuera de la isla.
En lo que a vestimenta se refiere, los hombres minoicos usaban normalmente taparrabos y faldas cortas. Las mujeres, por su parte, corpiños que llegaban al ombligo y faldas largas acampanadas. Los patrones en las telas, al igual que el resto del arte, dieron énfasis a las figuras geométricas.
Las principales colecciones de arte minoico se encuentran en el Museo Arqueológico de Heraclión, el Museo Arqueológico de La Canea, el Museo Arqueológico de Sitía, el Museo de Prehistoria de Thera, el Museo Arqueológico de Agios Nikolaos y el Museo Arqueológico de Rétino.

## Lengua y escritura minoicas

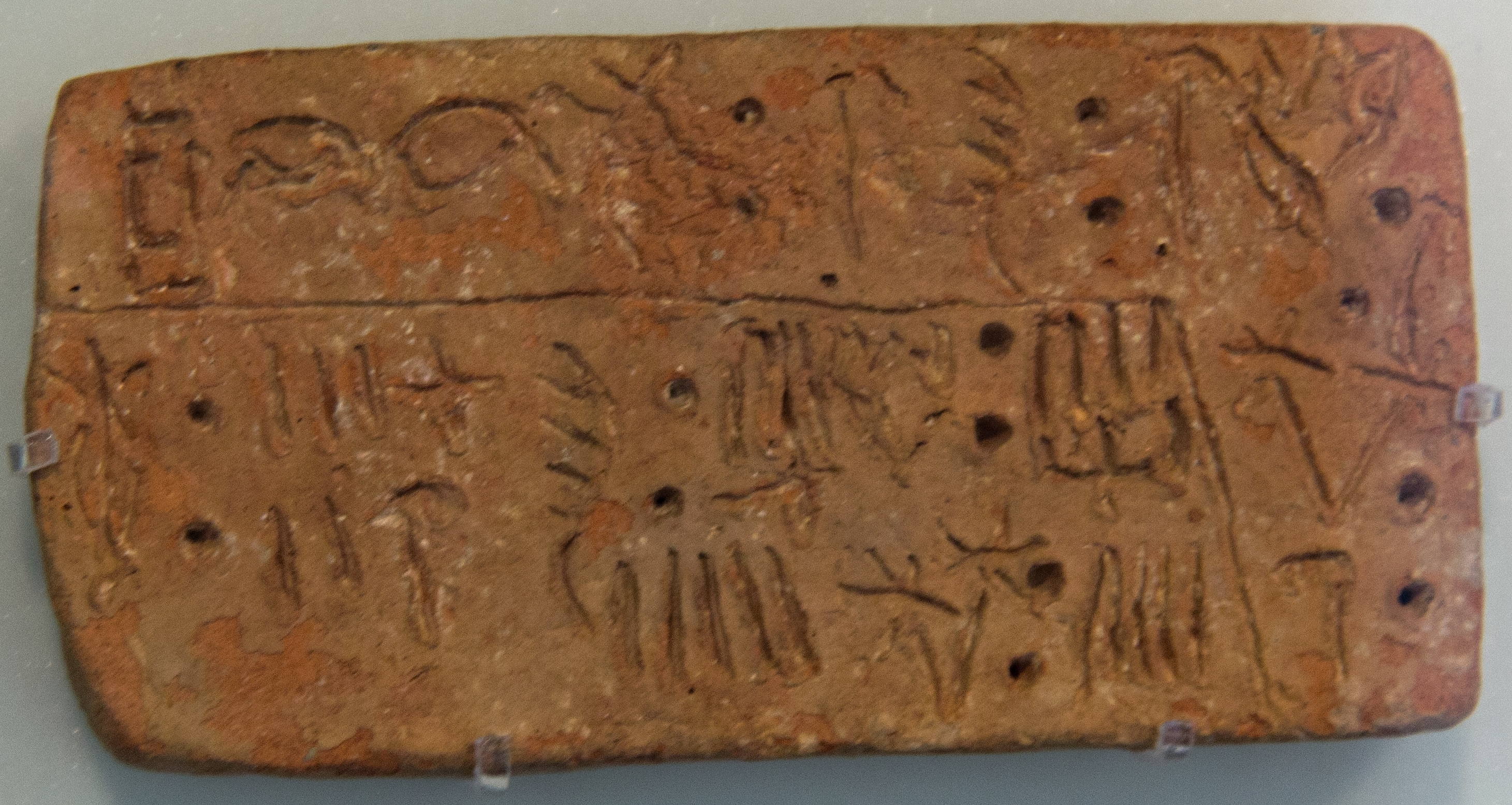
Tablilla cerámica con escritura lineal A, Museo Arqueológico de Heraclión.

El idioma minoico es una lengua aislada preindoeuropea que todavía no ha podido ser  descifrada.
Su escritura fue, entre los años 1900 a. C. y 1700 a. C., de forma jeroglífica. Posteriormente este sistema de escritura evoluciona hacia una escritura fonética silábica, denominada Lineal A (1700 a. C. - 1450 a. C.), que será posteriormente adaptada por los griegos micénicos para escribir su lengua. Este sistema de escritura micénico adoptado desde el Lineal A se denomina Lineal B y se terminará imponiendo tanto en el continente como en la isla de Creta para llevar la contabilidad de los palacios, según muestran los vestigios encontrados.

## Religión minoica
Los minoicos parecen haber dado siempre un papel preponderante a las diosas, por lo que a veces se ha descrito su religión como «matriarcal». Aunque existen pruebas de la existencia de dioses masculinos, las representaciones de diosas son con mucho las más frecuentes. Mientras se especula que algunas de estas representaciones de mujeres corresponden a fieles y sacerdotisas oficiando ceremonias religiosas, otras veces parece que la imagen representa a la misma deidad en diferentes formas: como Diosa madre de la fertilidad, Señora de los Animales, protectora de las ciudades, del hogar, de la cosecha, del inframundo etc. Algunos han afirmado que estos eran aspectos diferentes de una sola Gran Diosa. Destacan en este sentido las distintas figurillas de mujeres con los pechos descubiertos y con vestidos acampanados que suelen aparecer agarrando serpientes, lo que se ha interpretado junto con los pechos descubiertos como símbolo de fertilidad. Otra posibilidad que se ha sugerido es que las divinidades principales de los minoicos eran, al igual que en otros reinos del Mediterráneo Oriental, una diosa del Sol y un dios de la tormenta, que sería su hijo. Muchos expertos apuntan que estas diosas podrían ser la evolución de las primitivas diosas-madres neolíticas e incluso los ancestros de las diosas griegas Deméter y Perséfone. Suelen aparecer todas ellas representadas acompañadas de serpientes, pájaros, amapolas y algún tipo de animal poco reconocible sobre la cabeza. 

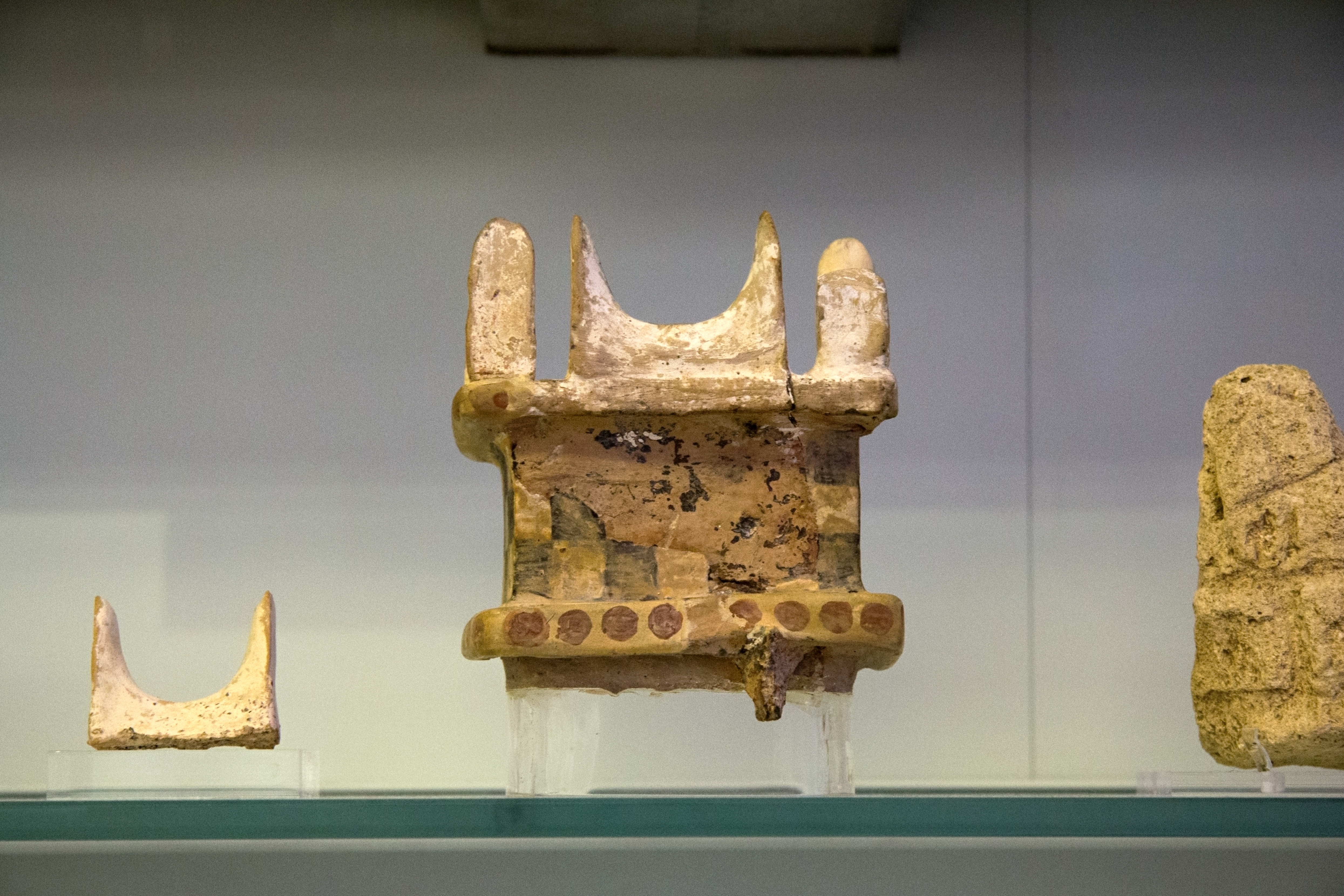
Representaciones del símbolo conocido como «cuernos de consagración», Museo Arqueológico de Heraclión.

El ejemplo por excelencia de gran celebración festiva es la famosa competición atlética del salto del toro, representada multitud de veces en los frescos de Cnosos e inscrita en sellos.
Arthur Evans opinaba que los cuernos del toro estaban además presentes en uno de los símbolos minoicos más recurrentes, que tiene forma de «u» y lo llamó «cuernos de consagración», aunque otros autores consideran que el símbolo es la representación de montañas. Aparece en muchas manifestaciones de arte minoico, y también en templos de Chipre.
Otros símbolos sagrados de los minoicos eran las labrys (hachas de doble filo), las columnas, la serpiente, el disco solar y el árbol. Sin embargo, estudios recientes proponen una interpretación radicalmente diferente a la religiosa para estos símbolos, sugiriendo que se refieren a la apicultura.
Existen indicios de que los minoicos pudieron llevar a cabo sacrificios humanos en varios lugares: Anemospilia, en un edificio del MMII (periodo Protopalacial 1800-1700 a. C.) interpretado como un templo, en Cnosos, en un edificio conocido como la «Casa Norte», del LMIB (periodo Neopalacial 1480-1425 a. C.) y en Cidonia, en un enterramiento fechado entre los siglos XIV y XII a. C. donde aparecieron mezclados huesos de animales con los de una mujer joven, aunque los dos últimos casos probablemente pertenecen a la época micénica cretense.  
Como es habitual en los yacimientos de la Edad de Bronce, son los enterramientos los que proporcionan la mayor parte del material arqueológico para este periodo. Hacia el fin del Periodo Neopalacial minoico, se practicaban dos modalidades de enterramiento: con tumbas circulares o Tholoi, ubicadas en el sur de Creta; y las tumbas en cista (cuatro losas laterales y una encima) localizadas en el norte y en el este. Por supuesto existen diferentes patrones dentro de las prácticas mortuorias minoicas que no se ajustan completamente a las dos descritas, aunque parece claro que era la inhumación, y no la cremación, la forma más popular de enterramiento en la Creta de la Edad de Bronce. Aunque en este periodo se tiende hacia el enterramiento individual existen excepciones, como el controvertido complejo de Crisólakos, en Malia, un conjunto de edificaciones que se puede interpretar o bien como un centro de rituales de enterramiento, o como la cripta de una familia noble.
Se han descubierto cientos de exvotos en las cuevas de varios montes, destacando las del monte Ida, lo cual sugiere peticiones de ayuda hacia los dioses y que sean restos de ciertos rituales que podrían llevarse a cabo en estas cavernas.

## Estudios genéticos

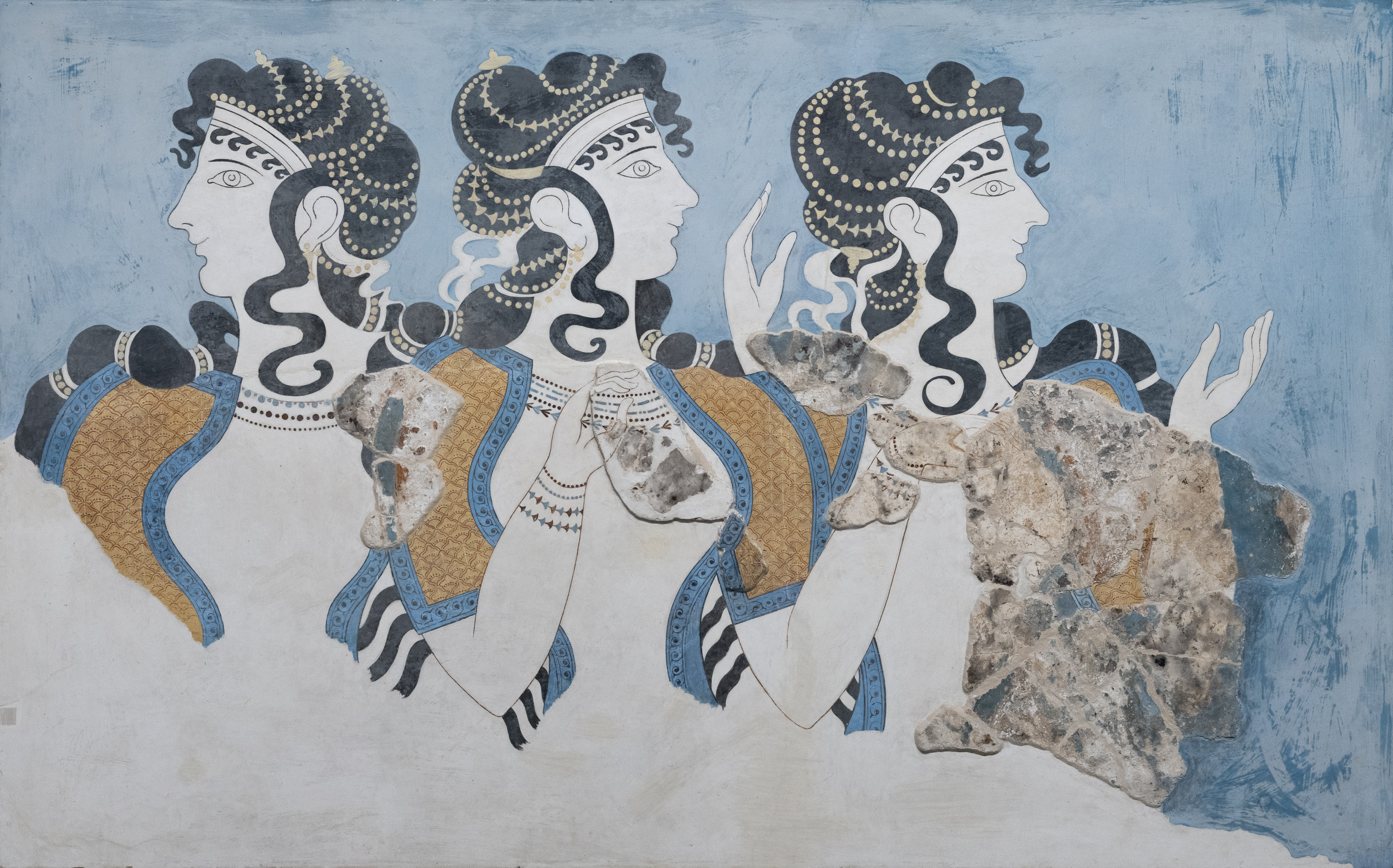
Fresco Damas de azul, de Cnosos.

Un estudio de arqueogenética de 2013 comparó el ADN mitocondrial de esqueletos minoicos antiguos enterrados en una cueva en la meseta de Lasithi entre 3.700 y 4.400 años atrás, con el de 135 muestras actuales de Grecia, Anatolia, Europa occidental y septentrional, África del Norte y Egipto. Los investigadores descubrieron que los esqueletos minoicos eran genéticamente muy similares a los europeos de hoy en día, y especialmente a los cretenses de hoy en día, en particular los de la meseta de Lasithi. También eran genéticamente similares a los europeos neolíticos, pero distintos de las poblaciones egipcia o libia. "Ahora sabemos que los fundadores de la primera civilización europea avanzada fueron europeos", dijo el coautor del estudio George Stamatoyannopoulos, genetista de la Universidad de Washington. "Eran muy similares a los europeos neolíticos y muy similares a los actuales cretenses".
Un estudio arqueogenético de 2017 sobre los polimorfismos de ADN mitocondrial de los restos minoicos publicado en la revista Nature concluyó que los griegos micénicos estaban genéticamente relacionados con los minoicos y que ambos están estrechamente relacionados, pero no son idénticos, a las poblaciones griegas modernas. El mismo estudio también indicó que al menos tres cuartas partes del ADN de los minoicos y micénicos procedían de los primeros agricultores de la época neolítica que vivían en Anatolia occidental y el mar Egeo.
Sin embargo los micénicos de Grecia, pero no los minoicos de Creta, tenían también una diferencia importante: poseían entre un 4% y un 16% de ADN de ancestros que llegaron del norte, desde el este de Europa o Siberia (indoeuropeos).